# France 3 Picardie
 (décembre 2021).
France 3 Picardie est une des 24 antennes métropolitaines de proximité de France Télévisions, émettant sur le sud des Hauts-de-France (ancienne région Picardie), et basée à Amiens. Elle fait partie de la direction régionale de France 3 Hauts-de-France.

## Histoire de la chaîne
L'O.R.T.F. Télé Lille crée un Centre d’Actualités Télévisées (CAT) à Amiens, rattaché à celui de Lille, le 10 avril 1967. Il produit et diffuse chaque soir sur la deuxième chaîne un journal télévisé régional en parallèle à celui déjà diffusé sur la première chaîne au Nord-Pas-de-Calais. Un magazine bimensuel est créé l'année suivante et diffusé le samedi dans les deux régions Nord-Pas-de-Calais et Picardie.
La troisième chaîne nationale et interrégionale créée en 1972 par l'O.R.T.F. s’appuie largement sur les relais techniques et rédactionnels de ses stations régionales dont Télé-Lille et ses deux Centre d’Actualités Télévisées, celui du Nord-Pas-de-Calais et celui de la Picardie. La station engage un jeune journaliste venu du Courrier picard, Jean-Pierre Pernaut, pour présenter le journal télévisé régional de 1972 à 1974.

Publicité pour la nouvelle plage horaire 17h-20h

À la suite de l'éclatement de l'O.R.T.F. le 31 décembre 1974 et à la création de la nouvelle société nationale de programme France Régions 3 responsable de toutes les chaînes de radio et de télévision régionales, Télé-Lille devient FR3 Nord-Picardie dès le 6 janvier 1975, lorsque les programmes régionaux passent de la deuxième à la troisième chaîne.
À partir du 5 septembre 1983, le programme régional est diffusé en soirée de 17h00 à 19h55 et la station change son nom en FR3 Nord-Pas-de-Calais Picardie. La publicité sur l'antenne régionale est autorisée par la Haute Autorité de la communication audiovisuelle en 1984.
Avec la création de France Télévisions le 7 septembre 1992, les sociétés nationales de programmes de télévision changent de nom : FR3 devient France 3 et sa station régionale FR3 Nord-Pas-de-Calais Picardie est renommée France 3 Nord-Pas-de-Calais Picardie.
Jusqu'en 2009, la direction régionale de France 3 Nord-Pas-de-Calais Picardie couvrait 5 départements et comptait deux rédactions régionales (Lille et Amiens), trois éditions locales (Lille Métropole, Côte d'Opale, Amiens), trois bureaux permanents (Arras, Beauvais et Soissons) et une unité régionale de production à Lambersart. Depuis le 4 janvier 2010, une nouvelle organisation de France 3 a été mise en place dans le cadre de l'entreprise unique France Télévisions. L’un des changements majeurs pour France 3 est la suppression de ses 13 directions régionales remplacées par quatre pôles de gouvernance (Nord-Est, Nord-Ouest, Sud Ouest et Sud-est) localisés dans quatre grandes villes de France, celui du Nord-Est ayant été attribué à Strasbourg au détriment de Lille. Les régions sont redécoupées en 24 antennes dites de proximité. Le bureau régional d'information d'Amiens cesse de dépendre de Lille, qui a perdu son rôle de direction régionale, pour devenir autonome. France 3 Nord-Pas-de-Calais Picardie se scinde alors en deux antennes de proximité : France 3 Nord-Pas-de-Calais et France 3 Picardie.
Depuis le 1er janvier 2017, l'antenne de proximité fait partie de la direction régionale de France 3 Hauts-de-France, regroupant les deux antennes de proximité de la région, crée le 1er janvier 2016. Cette nouvelle direction régionale remplace les pôles de gouvernance. Elle sert d'identité commune pour les contenus web des deux antennes de proximité et pour la production de contenus audiovisuelles, sauf des journaux d'informations.

## Identité visuelle
Le 29 janvier 2018, France 3 dévoile le nouveau logo pour la région et locale Picardie, qui a été mise à l'antenne depuis le 29 janvier 2018.

Logo de FR3 Nord-Picardie à partir du 6 janvier 1975 au 4 septembre 1983.
Logo de FR3 Nord-Pas-de-Calais Picardie du 5 septembre 1983 à 1985.
Logo de FR3 Nord-Pas-de-Calais Picardie de 1985 au 5 mai 1986.
Logo de FR3 Nord-Pas-de-Calais Picardie du 6 mai 1986 au 23 novembre 1987.
Logo de France 3 Nord Pas-de-Calais Picardie du 7 septembre 1992 au 7 janvier 2002.
Logo de France 3 Nord-Pas-de-Calais Picardie du 7 janvier 2002 au 6 avril 2008.
Logo de France 3 Nord-Pas-de-Calais Picardie du 7 avril 2008 au 3 janvier 2010.
Logo de France 3 Picardie du 4 janvier 2010 au 28 janvier 2018.
Logo de France 3 Picardie depuis le 29 janvier 2018.

## Slogans
- 1992-2001:«France 3, la télé qui prend son temps»
- 2001-2010:«France 3, de près, on se comprend mieux»
- 2010-2011:«France 3, avec vous, à chaque instant»
- 2011-2013:«Entre nous, on se dit tout»
- 2013-Septembre 2018:«Vous êtes au bon endroit»
- Septembre 2018:«Sur France 3, vous êtes au bon endroit»

## Organisation

### Dirigeants
Dirigeants France 3 Hauts-de-France
Directeur : Christophe Poullain
France 3 Hauts-de-France édition Picardie Rédacteur en chef France 3 PicardieJean-Luc Douchet

### Siège et bureaux permanents

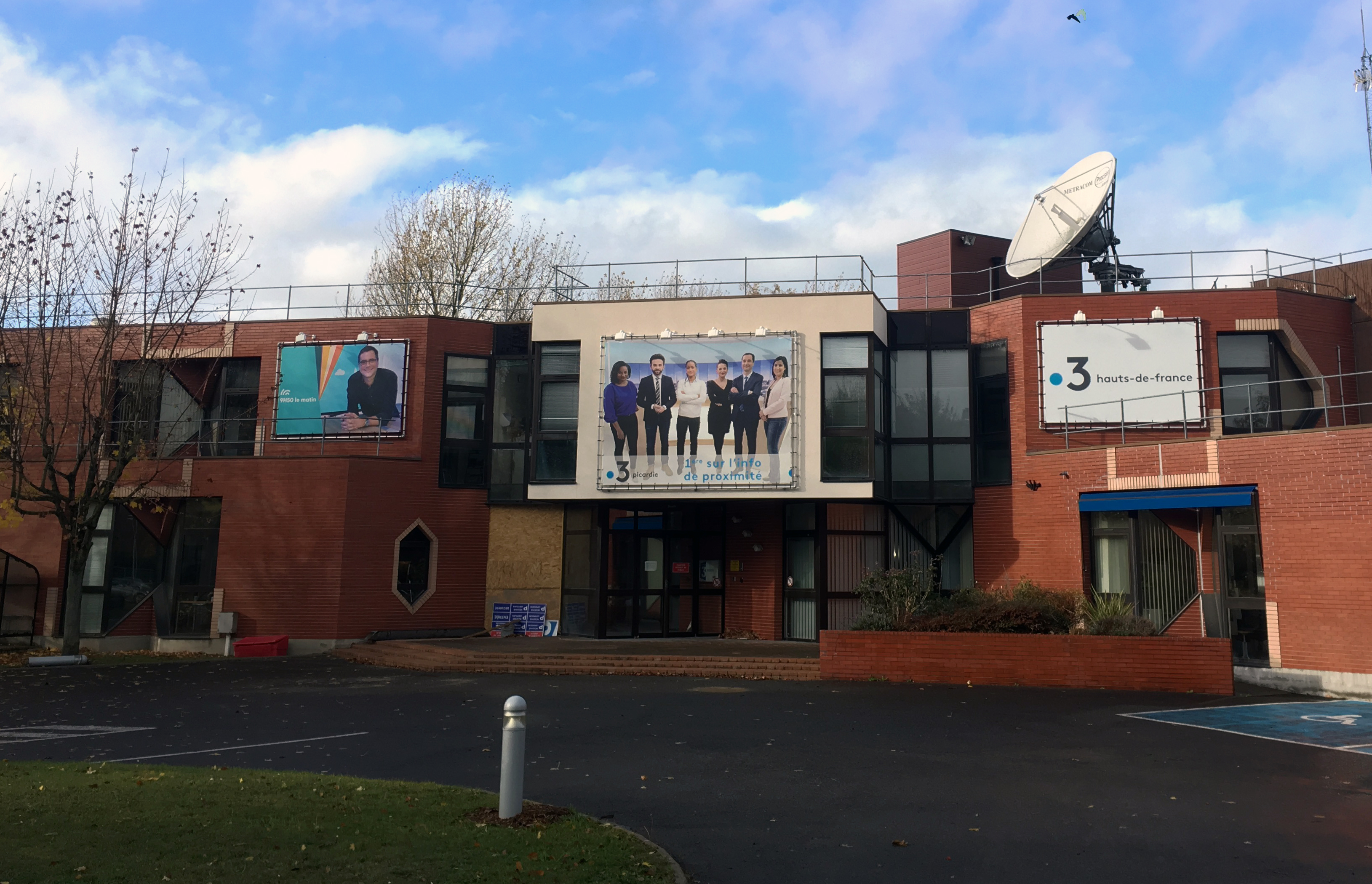
France 3 Hauts-de-France à Amiens

Le siège de France 3 Picardie se situe depuis 1983, au 25 rue Roger Martin du Gard à Amiens.
Bureaux permanents :
- Beauvais : Centre Culturel Buzanval 49 rue de Gesvres à Beauvais
- Soissons : 20 Grand-Place à Soissons

Ancien siège jusqu'en 1983 : 52 rue Delpech, à Amiens.

## Émissions régionales

### Émissions de proximité
- Ensemble c'est mieux, du lundi au vendredi à 10h45 d'une durée de 52 minutes. Présentée par Thibaut Rysman avec Anne-Sophie Roquette.

### Journaux télévisés
- Ici 12/13 Picardie : le 12/13 de Picardie diffusée chaque jour de 12h00 à 12h30
- Ici 19/20 Picardie : le 19/20 de Picardie diffusée chaque jour de 19h00 à 19h30

## Diffusion
Les émissions régionales de Télé Lille pour la Picardie sont diffusées sur le réseau terrestre analogique hertzien UHF SECAM IIIB norme L à 625 lignes de la deuxième chaîne de 1967 à 1975, afin que les éditions régionales soient distribuées au mieux du découpage des circonscriptions administratives régionales. Les vastes zones de réception VHF de chaque émetteur de la première chaîne sont souvent reçues par plusieurs régions différentes, le réseau ayant été initialement conçu pour couvrir un maximum de population avec un minimum de fréquences. Les réseaux UHF sont complétés par des "émetteurs intercalaires" qui ont des zones de diffusion qui "cadrent" bien mieux avec le découpage des régions créées en 1960.
Dès le 6 janvier 1975, les programmes régionaux sont diffusés sur le troisième réseau terrestre analogique hertzien UHF SECAM IIIB norme L sur toute la région Picardie via les quatre émetteurs principaux TDF d'Abbeville Limeux, d'Amiens Saint-Just, d'Hirson Landouzy et de Villers-Cotterêts ainsi que quelques ré-émetteurs locaux (ex Abbeville Mareuil-Caubert ou Amiens Maryse-Bastié) jusqu'au passage définitif à la diffusion numérique terrestre le 2 février 2011. Depuis cette date, France 3 Picardie est diffusée en Picardie en clair sur le multiplex R1 de la TNT au standard UHF PAL MPEG-2 (SDTV) depuis les émetteurs TDF d'Abbeville Limeux, d'Amiens Saint-Just, d'Hirson Landouzy et de Villers-Cotterêts (plus les ré-émetteurs locaux en isofréquence pilotés par ces 4 émetteurs), ainsi que par câble sur Numericable et CityPlay (l'opérateur amiénois). Elle est aussi accessible dans toute la France sur les bouquets satellite Canalsat, TNT Sat et Fransat, et sur les bouquets ADSL.
France 3 Picardie est disponible en HD depuis 2019.